# 500 miles d'Indianapolis 1990
Les 500 miles d'Indianapolis 1990, organisés le 27 mai 1990 sur l'Indianapolis Motor Speedway, ont été remportés par le pilote néerlandais Arie Luyendyk sur une Lola-Chevrolet.

## Grille de départ
| Ligne | Intérieur             | Milieu              | Extérieur         |
| 1     | Emerson Fittipaldi    | Rick Mears          | Arie Luyendyk     |
| 2     | Bobby Rahal           | Michael Andretti    | Mario Andretti    |
| 3     | Al Unser Jr.          | A. J. Foyt          | Danny Sullivan    |
| 4     | John Andretti         | Dominic Dobson (en) | Randy Lewis       |
| 5     | Tony Bettenhausen Jr. | Eddie Cheever       | Kevin Cogan       |
| 6     | Tero Palmroth         | Raul Boesel         | Gary Bettenhausen |
| 7     | Geoff Brabham         | Didier Theys        | Scott Goodyear    |
| 8     | Pancho Carter         | Teo Fabi            | Dean Hall         |
| 9     | Tom Sneva             | Scott Brayton       | Stan Fox          |
| 10    | Roberto Guerrero      | Jim Crawford        | Al Unser          |
| 11    | Bill Vukovich III     | John Paul Jr.       | Rocky Moran       |

La pole position a été réalisée par Emerson Fittipaldi à la moyenne de 362,587 km/h. Il s'agit également du chrono le plus rapide des qualifications.

## Classement final
| no | Pilote                | Voiture          | Tours | Temps/Abandon     |
| 1  | Arie Luyendyk         | Lola-Chevrolet   | 200   |                   |
| 2  | Bobby Rahal           | Lola-Chevrolet   | 200   |                   |
| 3  | Emerson Fittipaldi    | Penske-Chevrolet | 200   |                   |
| 4  | Al Unser Jr.          | Lola-Chevrolet   | 199   |                   |
| 5  | Rick Mears            | Penske-Chevrolet | 198   |                   |
| 6  | A. J. Foyt            | Lola-Chevrolet   | 194   |                   |
| 7  | Scott Brayton         | Lola-Cosworth    | 194   |                   |
| 8  | Eddie Cheever (R)     | Penske-Chevrolet | 193   |                   |
| 9  | Kevin Cogan           | Penske-Buick     | 191   |                   |
| 10 | Scott Goodyear (R)    | Lola-Judd        | 191   |                   |
| 11 | Didier Theys          | Penske-Buick     | 190   |                   |
| 12 | Tero Palmroth         | Lola-Cosworth    | 188   |                   |
| 13 | Al Unser              | March-Alfa Romeo | 186   |                   |
| 14 | Randy Lewis           | Penske-Buick     | 186   |                   |
| 15 | Jim Crawford          | Lola-Buick       | 183   |                   |
| 16 | John Paul Jr.         | Lola-Buick       | 176   | radiateur         |
| 17 | Dean Hall (R)         | Lola-Cosworth    | 165   | suspension        |
| 18 | Teo Fabi              | March-Porsche    | 162   | transmission      |
| 19 | Geoff Brabham         | Lola-Judd        | 161   |                   |
| 20 | Michael Andretti      | Lola-Chevrolet   | 146   | vibrations        |
| 21 | John Andretti         | March-Porsche    | 136   | accident          |
| 22 | Dominic Dobson (en)   | Lola-Cosworth    | 129   | moteur            |
| 23 | Roberto Guerrero      | March-Alfa Romeo | 118   | suspension        |
| 24 | Bill Vukovich III     | Lola-Buick       | 102   | moteur            |
| 25 | Rocky Moran           | Lola-Buick       | 88    | moteur            |
| 26 | Tony Bettenhausen Jr. | Lola-Buick       | 76    | moteur            |
| 27 | Mario Andretti        | Lola-Chevrolet   | 60    | moteur            |
| 28 | Raul Boesel           | Lola-Judd        | 60    | moteur            |
| 29 | Pancho Carter         | Lola-Cosworth    | 59    | accident          |
| 30 | Tom Sneva             | Penske-Buick     | 48    | mécanique         |
| 31 | Gary Bettenhausen     | Lola-Buick       | 39    | roulement de roue |
| 32 | Danny Sullivan        | Penske-Chevrolet | 19    | accident          |
| 33 | Stan Fox              | Lola-Buick       | 10    | boite de vitesses |

Un (R) indique que le pilote était éligible au trophée du "Rookie of the Year" (meilleur débutant de l'année), attribué à Eddie Cheever.

## Sources
- (en) Résultats complets sur le site officiel de l'Indy 500